# Liria Ortiz
Liria Ortiz, född januari 1959, är en svensk-uruguayansk författare, psykolog, psykoterapeut, specialist i klinisk psykologi, lärare och handledare i psykoterapi och utbildare i motiverande samtal och kognitiv beteendeterapi. Hon har psykologexamen vid Uppsala universitet, masterutbildning i kognitiv beteendeterapi och ACT vid UNED (Universidad Nacional de Educación a Distancia: Universitet för högskoleutbildningar på distans), och lärar- och handledarutbildning i psykoterapi (KBT) vid Stockholms universitet. Liria Ortiz utbildar och handleder i motiverande samtal, MI och är medlem i det internationella nätverket MINT, och författare till handböcker i MI. 
Hon är skribent i Dagens Nyheter i frågor om relationer och personlig utveckling, och medverkar som psykologisk rådgivare i olika tidskrifter och tidningar.
Liria Ortiz är gift med Peter Wirbing, expert i alkoholfrågor, och läroboksförfattare.

### Medverkan i antologier och andra samarbetsproduktioner
- Kriminalvård i praktiken. Strategier för att minska återfall i brott och missbruk, (Red.) Anne H. Berman & Carl Åke Farbring, Studentlitteratur, 2010. ISBN 978-91-44-02842-2
- MI – motiverande samtal: praktisk handbok för MI-samtal i socialt arbete, tillsammans med Barbro Holm Ivarsson och Peter Wirbing, 2018, andra upplagan. ISBN 978-91-7205-681-7
- Integrerad behandling vid dubbeldiagnoser. (Red.) Peter Wirbing och Stefan Borg, Studentlitteratur, 2011. ISBN 978-91-44-05758-3
- Tolerera : en antologi om intolerans och tolerans ur ett psykologiskt perspektiv, tillsammans med Fredrik Saboonchi och Tomas Böhm, foto och illustrationer av Jon Brunberg, Jon Brunberg förlag, 2012. ISBN 978-91-637-0030-9
- MI - motiverande samtal : praktisk handbok för äldreomsorgen : vardagssamtal, biståndssamtal, genomförandeplan, livsstilssamtal, samtal med personer med demens, handledning, anhörigsamtal, tillsammans med Barbro Holm Ivarsson och med illustrationer av Helena Lunding, Gothia fortbildning, 2013. ISBN 978-91-7205-916-0
- Riskbruk & beroende : beroendelära för socialtjänsten, tillsammans med Peter Wirbing, Gothia Fortbildning, 2014. ISBN 978-91-7205-898-9
- Motiverande samtal vid autism och adhd, tillsammans med Anna Sjölund och med illustrationer av Airi Iliste, Natur & Kultur, 2015. ISBN 978-91-27-14171-1
- Återfallsprevention utifrån KBT och MI : vid problem med alkohol och narkotika, tillsammans med Peter Wirbing, Studentlitteratur, 2017. ISBN 978-91-44-09078-8
- Motivera mera : men hur gör jag som chef och ledare?, tillsammans med Carolina Granström, Type & Tell, 2017. ISBN 978-91-7739-626-0
- Motiverande samtal med grupper, tillsammans med Katarina Ödman Fäldt. 2018. ISBN 978-91-4411-099-8
- Lyssnar din tonåring? : samtal med förändring som mål, tillsammans med Charlotte Skoglund, Natur & Kultur, 2017. ISBN 978-91-27-81849-1
- När vuxna barn gör slut, tillsammans med Catarina Baldo Zagadou, Type and Tell, 2019
- Återfallsprevention utifrån KBT och MI – vid problem med alkohol och narkotika, tillsammans med Peter Wirbing, Studentlitteratur, 2022.